# James Dadzie
James Dadzie (* 17. Mai 2001) ist ein ghanaischer Sprinter, der sich auf den 200-Meter-Lauf spezialisiert hat und über diese Distanz aktuell Inhaber des Landesrekordes ist.

## Sportliche Laufbahn
Erste internationale Erfahrungen sammelte James Dadzie, der seit 2021 das Western Texas College besucht, im Jahr 2023, als er bei den Weltmeisterschaften in Budapest in der ersten Runde im 200-Meter-Lauf nicht ins Ziel kam. Zuvor verbesserte er im Mai den ghanaischen Landesrekord auf 19,79 s und löste damit Joseph Paul Amoah als Rekordhalter ab.

## Persönliche Bestleistungen
- 100 Meter: 10,04 s (+2,0 m/s), 19. Mai 2023 in Hobbs
  - 60 Meter (Halle): 6,69 s, 10. Februar 2023 in Lubbock
- 200 Meter: 19,79 s (+1,3 m/s), 29. April 2023 in Lubbock
  - 200 Meter (Halle): 21,56 s, 28. Januar 2023 in Lubbock